# Cot Alueseuke
Cot Alueseuke är en kulle i Indonesien.   Den ligger i provinsen Aceh, i den västra delen av landet, 1 800 km nordväst om huvudstaden Jakarta. Toppen på Cot Alueseuke är 199 meter över havet.
Terrängen runt Cot Alueseuke är kuperad åt sydost, men åt nordväst är den platt. Havet är nära Cot Alueseuke åt nordväst.Runt Cot Alueseuke är det tätbefolkat, med 257 invånare per kvadratkilometer. Närmaste större samhälle är Banda Aceh, 13,7 km sydväst om Cot Alueseuke. Omgivningarna runt Cot Alueseuke är en mosaik av jordbruksmark och naturlig växtlighet.